# Фрајне ди Сопра (Верона)
Фрајне ди Сопра је насеље у Италији у округу Верона, региону Венето.
Према процени из 2011. у насељу је живело 5 становника. Насеље се налази на надморској висини од 901 м.